# Montevideo
Montevideo (v slovenščini [montevidéo]; IPA: [monteβi'deo]) je glavno mesto, največje mesto in glavno pristanišče Urugvaja. Po površini za več kot dvakrat presega vsa ostala mesta v državi. Poleg pristaniških dejavnosti je popularen tudi po svojih plažah, kot so Pocitos, Buceo, Malvin, Playa de los Ingleses, Playa Verde, Punta Gorda in Carrasco. Mesto ima bogato kulturno in zgodovinsko tradicijo, ki je predstavljena v številnih muzejih in je obeležena s številnimi spomeniki, zgradbami in trgi. Trenutni župan mesta je Ricardo Ehrlich. Po raziskavah podjetja Mercer Human Resource Consulting je Montevideo v okviru držav Latinske Amerike mesto, ki prebivalcem omogoča najvišji življenjski standard, sledita pa mu Buenos Aires in Santiago de Chile). 

## Pobratena mesta
- Québec, Kanada
- Barcelona, Španija
- Montevideo, ZDA
- Miami, ZDA
- Curitiba, Brazilija